# Album con le migliori prestazioni nella Billboard 200 negli anni 2000
Le seguenti liste elencano i dieci album più venduti negli Stati Uniti d'America durante ogni singolo anno del primo decennio del XXI secolo, secondo i dati raccolti dalla rivista Billboard. Le liste di seguito riportate corrispondono alle prime dieci posizioni delle classifiche di fine anno dei vari anni della Billboard 200, la Billboard 200 Year-End, le quali sono basate su un sistema a punti popolato dalle settimane passate nella classifica, la posizione massima raggiunta, le vendite e gli airplay. In considerazione dei vari parametri utilizzati, l’album con le migliori prestazioni non necessariamente coincide con l’album più venduto.

## 2000
| Posizione | Titolo                          | Artista            | Fonte |
| --------- | ------------------------------- | ------------------ | ----- |
| 1         | Hybrid Theory                   | Linkin park        | [ 1 ] |
| 2         | Supernatural                    | Santana            | [ 1 ] |
| 3         | The Marshall Mathers LP         | Eminem             | [ 1 ] |
| 4         | Oops!...I Did It Again          | Britney Spears     | [ 1 ] |
| 5         | 2001                            | Dr. Dre            | [ 1 ] |
| 6         | Human Clay                      | Creed              | [ 1 ] |
| 7         | All the Way... A Decade of Song | Céline Dion        | [ 1 ] |
| 8         | Christina Aguilera              | Christina Aguilera | [ 1 ] |
| 9         | Millennium                      | Backstreet Boys    | [ 1 ] |
| 10        | ...And Then There Was X         | DMX                | [ 1 ] |

## 2001
| Posizione | Titolo                                            | Artista         | Fonte |
| --------- | ------------------------------------------------- | --------------- | ----- |
| 1         | 1                                                 | The Beatles     | [ 2 ] |
| 2         | Hot Shot                                          | Shaggy          | [ 2 ] |
| 3         | Black & Blue                                      | Backstreet Boys | [ 2 ] |
| 4         | Now 5                                             | AA.VV.          | [ 2 ] |
| 5         | Chocolate Starfish and the Hot Dog Flavored Water | Limp Bizkit     | [ 2 ] |
| 6         | Hybrid Theory                                     | Linkin Park     | [ 2 ] |
| 7         | Break the Cycle                                   | Staind          | [ 2 ] |
| 8         | A Day Without Rain                                | Enya            | [ 2 ] |
| 9         | Millennium                                        | Backstreet Boys | [ 2 ] |
| 10        | Celebrity                                         | 'N Sync         | [ 2 ] |

## 2002
| Posizione | Titolo                                         | Artista        | Fonte |
| --------- | ---------------------------------------------- | -------------- | ----- |
| 1         | The Eminem Show                                | Eminem         | [ 3 ] |
| 2         | Weathered                                      | Creed          | [ 3 ] |
| 3         | Nellyville                                     | Nelly          | [ 3 ] |
| 4         | Missundaztood                                  | Pink           | [ 3 ] |
| 5         | Hybrid Theory                                  | Linkin Park    | [ 3 ] |
| 6         | O Brother, Where Art Thou? Original Soundtrack | AA.VV.         | [ 3 ] |
| 7         | Silver Side Up                                 | Nickelback     | [ 3 ] |
| 8         | Britney                                        | Britney Spears | [ 3 ] |
| 9         | Now 8                                          | AA.VV.         | [ 3 ] |
| 10        | Word of Mouf                                   | Ludacris       | [ 3 ] |

## 2003
| Posizione | Titolo                                               | Artista            | Fonte |
| --------- | ---------------------------------------------------- | ------------------ | ----- |
| 1         | Get Rich or Die Tryin'                               | 50 Cent            | [ 4 ] |
| 2         | Come Away with Me                                    | Norah Jones        | [ 4 ] |
| 3         | Up!                                                  | Shania Twain       | [ 4 ] |
| 4         | Home                                                 | Dixie Chicks       | [ 4 ] |
| 5         | Let Go                                               | Avril Lavigne      | [ 4 ] |
| 6         | Meteora                                              | Linkin Park        | [ 4 ] |
| 7         | Music from and Inspired by the Motion Picture 8 Mile | AA.VV.             | [ 4 ] |
| 8         | Fallen                                               | Evanescence        | [ 4 ] |
| 9         | Tim McGraw and the Dancehall Doctors                 | Tim McGraw         | [ 4 ] |
| 10        | Stripped                                             | Christina Aguilera | [ 4 ] |

## 2004
| Posizione | Titolo                       | Artista        | Fonte |
| --------- | ---------------------------- | -------------- | ----- |
| 1         | Confessions                  | Usher          | [ 5 ] |
| 2         | Speakerboxxx/The Love Below  | OutKast        | [ 5 ] |
| 3         | Closer                       | Josh Groban    | [ 5 ] |
| 4         | The Diary of Alicia Keys     | Alicia Keys    | [ 5 ] |
| 5         | Feels like Home              | Norah Jones    | [ 5 ] |
| 6         | Fallen                       | Evanescence    | [ 5 ] |
| 7         | Shock'n Y'all                | Toby Keith     | [ 5 ] |
| 8         | In the Zone                  | Britney Spears | [ 5 ] |
| 9         | The Very Best of Sheryl Crow | Sheryl Crow    | [ 5 ] |
| 10        | When the Sun Goes Down       | Kenny Chesney  | [ 5 ] |

## 2005
| Posizione | Titolo                          | Artista         | Fonte |
| --------- | ------------------------------- | --------------- | ----- |
| 1         | The Massacre                    | 50 Cent         | [ 6 ] |
| 2         | Encore                          | Eminem          | [ 6 ] |
| 3         | American Idiot                  | Green Day       | [ 6 ] |
| 4         | The Emancipation of Mimi        | Mariah Carey    | [ 6 ] |
| 5         | Brakaway                        | Kelly Clarkson  | [ 6 ] |
| 6         | Love. Angel. Music. Baby.       | Gwen Stefani    | [ 6 ] |
| 7         | Destiny Fulfilled               | Destiny's Child | [ 6 ] |
| 8         | How to Dismantle an Atomic Bomb | U2              | [ 6 ] |
| 9         | Greatest Hits                   | Shania Twain    | [ 6 ] |
| 10        | Feels Like Today                | Rascal Flatts   | [ 6 ] |

## 2006
| Posizione | Titolo                                  | Artista          | Fonte |
| --------- | --------------------------------------- | ---------------- | ----- |
| 1         | Some Hearts                             | Carrie Underwood | [ 7 ] |
| 2         | High School Musical Original Soundtrack | AA.VV.           | [ 7 ] |
| 3         | All the Right Reasons                   | Nickelback       | [ 7 ] |
| 4         | Me and My Gang                          | Rascal Flatts    | [ 7 ] |
| 5         | The Breakthrough                        | Mary J. Blige    | [ 7 ] |
| 6         | Curtain Call: The Hits                  | Eminem           | [ 7 ] |
| 7         | Back to Bedlam                          | James Blunt      | [ 7 ] |
| 8         | The Road and the Radio                  | Kenny Chesney    | [ 7 ] |
| 9         | The Legend of Johnny Cash               | Johnny Cash      | [ 7 ] |
| 10        | Breakaway                               | Kelly Clarkson   | [ 7 ] |

## 2007
| Posizione | Titolo                                    | Artista           | Fonte |
| --------- | ----------------------------------------- | ----------------- | ----- |
| 1         | Daughtry                                  | Daughtry          | [ 8 ] |
| 2         | Konvicted                                 | Akon              | [ 8 ] |
| 3         | The Dutchess                              | Fergie            | [ 8 ] |
| 4         | Hannah Montana                            | Miley Cyrus       | [ 8 ] |
| 5         | Some Hearts                               | Carrie Underwood  | [ 8 ] |
| 6         | All the Right Reasons                     | Nickelback        | [ 8 ] |
| 7         | FutureSex/LoveSounds                      | Justin Timberlake | [ 8 ] |
| 8         | High School Musical 2 Original Soundtrack | AA.VV.            | [ 8 ] |
| 9         | Now 23                                    | AA.VV.            | [ 8 ] |
| 10        | Minutes to Midnight                       | Linkin Park       | [ 8 ] |

## 2008
| Posizione | Titolo                                    | Artista          | Fonte |
| --------- | ----------------------------------------- | ---------------- | ----- |
| 1         | As I Am                                   | Alicia Keys      | [ 9 ] |
| 2         | Noël                                      | Josh Groban      | [ 9 ] |
| 3         | Tha Carter III                            | Lil Wayne        | [ 9 ] |
| 4         | Long Road Out of Eden                     | Eagles           | [ 9 ] |
| 5         | Taylor Swift                              | Taylor Swift     | [ 9 ] |
| 6         | Rock n Roll Jesus                         | Kid Rock         | [ 9 ] |
| 7         | Viva la vida or Death and All His Friends | Coldplay         | [ 9 ] |
| 8         | Now 26                                    | AA.VV.           | [ 9 ] |
| 9         | Carnival Ride                             | Carrie Underwood | [ 9 ] |
| 10        | The Ultimate Hits                         | Garth Brooks     | [ 9 ] |

## 2009
| Posizione | Titolo                                        | Artista             | Fonte  |
| --------- | --------------------------------------------- | ------------------- | ------ |
| 1         | Fearless                                      | Taylor Swift        | [ 10 ] |
| 2         | I Am... Sasha Fierce                          | Beyoncé             | [ 10 ] |
| 3         | Dark Horse                                    | Nickelback          | [ 10 ] |
| 4         | Twilight Original Soundtrack                  | AA.VV.              | [ 10 ] |
| 5         | Hannah Montana: The Movie Original Soundtrack | Miley Cyrus         | [ 10 ] |
| 6         | Circus                                        | Britney Spears      | [ 10 ] |
| 7         | 808s & Heartbreak                             | Kanye West          | [ 10 ] |
| 8         | The Fame                                      | Lady Gaga           | [ 10 ] |
| 9         | Relapse                                       | Eminem              | [ 10 ] |
| 10        | The E.N.D.                                    | The Black Eyed Peas | [ 10 ] |